# کاوار
کاوار (نام علمی: Squalius lepidus) نام یک گونه از تیره کپورماهیان است.